# Tour de Ski 2013/2014
De Tour de Ski 2013/2014 (officieel: Viessmann FIS Tour de Ski performance by Craft Sportswear) begon op 28 december 2013 in Oberhof en eindigde op 5 januari 2014 in Val di Fiemme. Deze Tour de Ski maakte deel uit van de wereldbeker langlaufen 2013/2014. De eindzeges gingen naar de Noor Martin Johnsrud Sundby bij de mannen en zijn landgenote Therese Johaug bij de vrouwen.

## Etappeschema
| Datum      | Plaats        | Etappe                        | Mannen                  | Vrouwen                 |
| ---------- | ------------- | ----------------------------- | ----------------------- | ----------------------- |
| 28/12/2013 | Oberhof       | Proloog (intervalstart)       | 4 km (vrije stijl)      | 3 km (vrije stijl)      |
| 29/12/2013 | Oberhof       | Sprint                        | 1,5 km (vrije stijl)    | 1,5 km (vrije stijl)    |
| 31/12/2013 | Lenzerheide   | Sprint                        | 1,4 km (vrije stijl)    | 1,4 km (vrije stijl)    |
| 01/01/2014 | Lenzerheide   | Massastart                    | 15 km (klassieke stijl) | 10 km (klassieke stijl) |
| 03/01/2014 | Toblach       | Achtervolging (handicapstart) | 30 km (vrije stijl)     | 15 km (vrije stijl)     |
| 04/01/2014 | Val di Fiemme | Intervalstart                 | 10 km (klassieke stijl) | 5 km (klassieke stijl)  |
| 05/01/2014 | Val di Fiemme | Achtervolging (handicapstart) | 9 km (vrije stijl)      | 9 km (vrije stijl)      |

## Wereldbekerpunten
De beste dertig van de Tour de Ski ontvangen viermaal het aantal wereldbekerpunten dat zij zouden ontvangen voor dezelfde positie tijdens een reguliere wereldbekerwedstrijd, De winnaar ontvangt 400 punten, de nummer twee 320 enzovoort. Voor een etappezege ontvangt de winnaar de helft van de punten ten opzichte van winst in een reguliere wedstrijd, voor plaats twee tot en met dertig geldt een andere verdeling dan 50% procent van de wereldbekerpunten.
| Plaats     | 1   | 2   | 3   | 4   | 5   | 6   | 7   | 8   | 9   | 10  | 11 | 12 | 13 | 14 | 15 | 16 | 17 | 18 | 19 | 20 | 21 | 22 | 23 | 24 | 25 | 26 | 27 | 28 | 29 | 30 |
| ---------- | --- | --- | --- | --- | --- | --- | --- | --- | --- | --- | -- | -- | -- | -- | -- | -- | -- | -- | -- | -- | -- | -- | -- | -- | -- | -- | -- | -- | -- | -- |
| Klassement | 400 | 320 | 240 | 200 | 180 | 160 | 144 | 128 | 116 | 104 | 96 | 88 | 80 | 72 | 64 | 60 | 56 | 52 | 48 | 44 | 40 | 36 | 32 | 28 | 24 | 20 | 16 | 12 | 8  | 4  |
| Etappes    | 50  | 46  | 43  | 40  | 37  | 34  | 32  | 30  | 28  | 26  | 24 | 22 | 20 | 18 | 16 | 15 | 14 | 13 | 12 | 11 | 10 | 9  | 8  | 7  | 6  | 5  | 4  | 3  | 2  | 1  |

## Klassementen

### Algemeen klassement
| Mannen | Mannen                 | Mannen | Mannen    |
| #      | Naam                   | Land   | Tijd      |
| ------ | ---------------------- | ------ | --------- |
| 1      | Martin Johnsrud Sundby | NOR    | 3:05.52,2 |
| 2      | Chris Jespersen        | NOR    | + 36,0    |
| 3      | Johannes Dürr          | AUT    | + 1.05,9  |
| 4      | Petter Northug         | NOR    | + 1.49,5  |
| 5      | Sjur Røthe             | NOR    | + 1.55,7  |
| 6      | Aleksandr Legkov       | RUS    | + 2.33,6  |
| 7      | Tord Asle Gjerdalen    | NOR    | + 2.45,6  |
| 8      | Ilja Tsjernoesov       | RUS    | + 2.56,4  |
| 9      | Calle Halfvarsson      | SWE    | + 3.06,5  |
| 10     | Didrik Tønseth         | NOR    | + 3.19,1  |

| Vrouwen | Vrouwen               | Vrouwen | Vrouwen   |
| #       | Naam                  | Land    | Tijd      |
| ------- | --------------------- | ------- | --------- |
| 1       | Therese Johaug        | NOR     | 2:04.16,4 |
| 2       | Astrid Jacobsen       | NOR     | + 20,4    |
| 3       | Heidi Weng            | NOR     | + 2.50,4  |
| 4       | Krista Lähteenmäki    | FIN     | + 2.56,1  |
| 5       | Kerttu Niskanen       | FIN     | + 3.18,1  |
| 6       | Anne Kyllönen         | FIN     | + 3.50,2  |
| 7       | Elizabeth Stephen     | USA     | + 4.02,4  |
| 8       | Eva Vrabcová Nývltová | CZE     | + 4.05,3  |
| 9       | Aino-Kaisa Saarinen   | FIN     | + 4.18,5  |
| 10      | Masako Ishida         | JPN     | + 4.44,0  |

### Sprintklassement
| Mannen | Mannen                 | Mannen | Mannen |
| #      | Naam                   | Land   | Tijd   |
| ------ | ---------------------- | ------ | ------ |
| 1      | Martin Johnsrud Sundby | NOR    | 103 s  |
| 2      | Petter Northug         | NOR    | 72 s   |
| 3      | Alex Harvey            | CAN    | 62 s   |
| 4      | Calle Halfvarsson      | SWE    | 59 s   |
| 5      | Federico Pellegrino    | ITA    | 50 s   |
| 6      | Aleksandr Legkov       | RUS    | 34 s   |
| 7      | Josef Wenzl            | GER    | 34 s   |
| 8      | Ilja Tsjernoesov       | RUS    | 33 s   |
| 9      | Simeon Hamilton        | USA    | 30 s   |
| 10     | Andrew Newell          | USA    | 28 s   |

| Vrouwen | Vrouwen                  | Vrouwen | Vrouwen |
| #       | Naam                     | Land    | Tijd    |
| ------- | ------------------------ | ------- | ------- |
| 1       | Astrid Jacobsen          | NOR     | 84 s    |
| 2       | Ingvild Flugstad Østberg | NOR     | 59 s    |
| 3       | Therese Johaug           | NOR     | 57 s    |
| 4       | Denise Herrmann          | GER     | 51 s    |
| 5       | Hanna Erikson            | SWE     | 49 s    |
| 6       | Anne Kyllönen            | FIN     | 43 s    |
| 7       | Marit Bjørgen            | NOR     | 42 s    |
| 8       | Kerttu Niskanen          | FIN     | 38 s    |
| 9       | Hanna Kolb               | GER     | 35 s    |
| 10      | Laurien van der Graaff   | SUI     | 28 s    |

## Etappes

### Proloog
| Mannen | Mannen                 | Mannen | Mannen |
| #      | Naam                   | Land   | Tijd   |
| ------ | ---------------------- | ------ | ------ |
| 1      | Alex Harvey            | CAN    | 9.03,4 |
| 2      | Devon Kershaw          | CAN    | + 4,1  |
| 3      | Chris Jespersen        | NOR    | + 10,2 |
| 4      | Ilja Tsjernoesov       | RUS    | + 13,4 |
| 5      | Robin Duvillard        | FRA    | + 13,8 |
| 6      | Martin Johnsrud Sundby | NOR    | + 14,4 |
| 7      | Jens Eriksson          | SWE    | + 15,5 |
| 8      | Sami Jauhojärvi        | FIN    | + 15,7 |
| 9      | Finn Hågen Krogh       | NOR    | + 16,6 |
| 10     | Aivar Rehemaa          | EST    | + 16,8 |

| Vrouwen | Vrouwen             | Vrouwen | Vrouwen |
| #       | Naam                | Land    | Tijd    |
| ------- | ------------------- | ------- | ------- |
| 1       | Marit Bjørgen       | NOR     | 6.34,4  |
| 2       | Astrid Jacobsen     | NOR     | + 1,9   |
| 3       | Sylwia Jaśkowiec    | POL     | + 7,0   |
| 4       | Denise Herrmann     | GER     | + 8,4   |
| 5       | Jessica Diggins     | USA     | + 9,2   |
| 6       | Anne Kyllönen       | FIN     | + 9,5   |
| 7       | Aino-Kaisa Saarinen | FIN     | + 9,7   |
| 8       | Alenka Čebašek      | SLO     | + 10,7  |
| 9       | Sophie Caldwell     | USA     | + 11,8  |
| 10      | Kerttu Niskanen     | FIN     | + 12,0  |

### Etappe 1
| Mannen | Mannen                 | Mannen | Mannen |
| #      | Naam                   | Land   | Tijd   |
| ------ | ---------------------- | ------ | ------ |
| 1      | Calle Halfvarsson      | SWE    | 30 s   |
| 2      | Federico Pellegrino    | ITA    | 27 s   |
| 3      | Martin Johnsrud Sundby | NOR    | 24 s   |
| 4      | Jens Eriksson          | SWE    | 23 s   |
| 5      | Josef Wenzl            | GER    | 22 s   |
| 6      | Petter Northug         | NOR    | 21 s   |
| 7      | Sebastian Eisenlauer   | GER    | 16 s   |
| 8      | Jevgeni Belov          | RUS    | 15 s   |
| 9      | Aleksandr Legkov       | RUS    | 14 s   |
| 10     | Andrew Newell          | USA    | 13 s   |

| Vrouwen | Vrouwen                  | Vrouwen | Vrouwen |
| #       | Naam                     | Land    | Tijd    |
| ------- | ------------------------ | ------- | ------- |
| 1       | Hanna Erikson            | SWE     | 30 s    |
| 2       | Denise Herrmann          | GER     | 27 s    |
| 3       | Ingvild Flugstad Østberg | NOR     | 24 s    |
| 4       | Nicole Fessel            | GER     | 23 s    |
| 5       | Marit Bjørgen            | NOR     | 22 s    |
| 6       | Lucia Anger              | GER     | 21 s    |
| 7       | Therese Johaug           | NOR     | 16 s    |
| 8       | Anne Kyllönen            | FIN     | 15 s    |
| 9       | Gaia Vuerich             | ITA     | 14 s    |
| 10      | Hanna Kolb               | GER     | 13 s    |

### Etappe 2
| Mannen | Mannen                 | Mannen | Mannen |
| #      | Naam                   | Land   | Tijd   |
| ------ | ---------------------- | ------ | ------ |
| 1      | Simeon Hamilton        | USA    | 30 s   |
| 2      | Alex Harvey            | CAN    | 27 s   |
| 3      | Martin Johnsrud Sundby | NOR    | 24 s   |
| 4      | Federico Pellegrino    | ITA    | 23 s   |
| 5      | Finn Hågen Krogh       | NOR    | 22 s   |
| 6      | Calle Halfvarsson      | SWE    | 21 s   |
| 7      | Petter Northug         | NOR    | 16 s   |
| 8      | Andrew Newell          | USA    | 15 s   |
| 9      | Ilja Tsjernoesov       | RUS    | 14 s   |
| 10     | Tim Tscharnke          | GER    | 13 s   |

| Vrouwen | Vrouwen                  | Vrouwen | Vrouwen |
| #       | Naam                     | Land    | Tijd    |
| ------- | ------------------------ | ------- | ------- |
| 1       | Ingvild Flugstad Østberg | NOR     | 30 s    |
| 2       | Denise Herrmann          | GER     | 27 s    |
| 3       | Astrid Jacobsen          | NOR     | 24 s    |
| 4       | Laurien van der Graaff   | SUI     | 23 s    |
| 5       | Hanna Kolb               | GER     | 22 s    |
| 6       | Sophie Caldwell          | USA     | 21 s    |
| 7       | Anne Kyllönen            | FIN     | 16 s    |
| 8       | Hanna Erikson            | SWE     | 15 s    |
| 9       | Auroro Jeán              | FRA     | 14 s    |
| 10      | Gaia Vuerich             | ITA     | 13 s    |

### Etappe 3
| Mannen | Mannen                | Mannen | Mannen  |
| #      | Naam                  | Land   | Tijd    |
| ------ | --------------------- | ------ | ------- |
| 1      | Aleksej Poltoranin    | KAZ    | 34.28,1 |
| 2      | Hannes Dotzler        | GER    | + 0,6   |
| 3      | Stanislav Volzjentsev | RUS    | + 1,0   |
| 4      | Thomas Bing           | GER    | + 1,1   |
| 5      | Daniel Richardsson    | SWE    | + 4,0   |
| 6      | Sami Jauhojärvi       | FIN    | + 4,0   |
| 7      | Jens Filbrich         | GER    | + 6,9   |
| 8      | Sergej Toerysjev      | RUS    | + 7,9   |
| 9      | Sjur Røthe            | NOR    | + 7,9   |
| 10     | Ilja Tsjernoesov      | RUS    | + 8,9   |

| Vrouwen | Vrouwen                  | Vrouwen | Vrouwen |
| #       | Naam                     | Land    | Tijd    |
| ------- | ------------------------ | ------- | ------- |
| 1       | Kerttu Niskanen          | FIN     | 26.27,4 |
| 2       | Astrid Jacobsen          | NOR     | + 0,4   |
| 3       | Therese Johaug           | NOR     | + 1,1   |
| 4       | Heidi Weng               | NOR     | + 1,9   |
| 5       | Aino-Kaisa Saarinen      | FIN     | + 2,5   |
| 6       | Anne Kyllönen            | FIN     | + 23,9  |
| 7       | Eva Vrabcová Nývltová    | CZE     | + 24,5  |
| 8       | Olga Koezjoekova         | RUS     | + 25,1  |
| 9       | Hanna Erikson            | SWE     | + 25,8  |
| 10      | Ingvild Flugstad Østberg | NOR     | + 29,8  |

### Etappe 4
| Mannen | Mannen                 | Mannen | Mannen    |
| #      | Naam                   | Land   | Tijd      |
| ------ | ---------------------- | ------ | --------- |
| 1      | Martin Johnsrud Sundby | NOR    | 1:20.18,7 |
| 2      | Petter Northug         | NOR    | + 58,2    |
| 3      | Alex Harvey            | CAN    | + 58,7    |
| 4      | Calle Halfvarsson      | SWE    | + 59,0    |
| 5      | Aleksandr Legkov       | RUS    | + 59,7    |
| 6      | Johannes Dürr          | AUT    | + 1.00,2  |
| 7      | Chris Jespersen        | NOR    | + 1.00,5  |
| 8      | Ilja Tsjernoesov       | RUS    | + 1.03,5  |
| 9      | Ville Nousiainen       | FIN    | + 1.55,4  |
| 10     | Tord Asle Gjerdalen    | NOR    | + 1.55,6  |

| Vrouwen | Vrouwen               | Vrouwen | Vrouwen  |
| #       | Naam                  | Land    | Tijd     |
| ------- | --------------------- | ------- | -------- |
| 1       | Astrid Jacobsen       | NOR     | 37.30,3  |
| 2       | Therese Johaug        | NOR     | + 38,7   |
| 3       | Anne Kyllönen         | FIN     | + 1.12,2 |
| 4       | Kerttu Niskanen       | FIN     | + 1.22,5 |
| 5       | Krista Lähteenmäki    | FIN     | + 1.31,7 |
| 6       | Eva Vrabcová Nývltová | CZE     | + 1.31,7 |
| 7       | Aurore Jéan           | FRA     | + 1.32,0 |
| 8       | Heidi Weng            | NOR     | + 1.32,3 |
| 9       | Aino-Kaisa Saarinen   | FIN     | + 2.19,2 |
| 10      | Sara Lindborg         | SWE     | + 2.20,6 |

### Etappe 5
| Mannen | Mannen                 | Mannen | Mannen  |
| #      | Naam                   | Land   | Tijd    |
| ------ | ---------------------- | ------ | ------- |
| 1      | Petter Northug         | NOR    | 24.45,6 |
| 2      | Martin Johnsrud Sundby | NOR    | + 9,7   |
| 3      | Chris Jespersen        | NOR    | + 16,0  |
| 4      | Sjur Røthe             | NOR    | + 29,0  |
| 5      | Alex Harvey            | CAN    | + 35,5  |
| 6      | Hannes Dotzler         | GER    | + 38,0  |
| 7      | Didrik Tønseth         | NOR    | + 44,3  |
| 8      | Johannes Dürr          | AUT    | + 45,3  |
| 9      | Matti Heikkinen        | FIN    | + 49,6  |
| 10     | Ilja Tsjernoesov       | RUS    | + 50,2  |

| Vrouwen | Vrouwen             | Vrouwen | Vrouwen |
| #       | Naam                | Land    | Tijd    |
| ------- | ------------------- | ------- | ------- |
| 1       | Therese Johaug      | NOR     | 13.58,4 |
| 2       | Astrid Jacobsen     | NOR     | + 14,9  |
| 3       | Anne Kyllönen       | FIN     | + 19,2  |
| 4       | Kerttu Niskanen     | FIN     | + 19,7  |
| 5       | Krista Lähteenmäki  | FIN     | + 21,4  |
| 6       | Heidi Weng          | NOR     | + 22,9  |
| 7       | Aino-Kaisa Saarinen | FIN     | + 23,3  |
| 8       | Masako Ishida       | JPN     | + 25,8  |
| 9       | Sara Lindborg       | SWE     | + 30,0  |
| 10      | Jessica Diggins     | USA     | + 30,3  |

### Etappe 6
| Mannen | Mannen              | Mannen | Mannen  |
| #      | Naam                | Land   | Tijd    |
| ------ | ------------------- | ------ | ------- |
| 1      | Johannes Dürr       | AUT    | 31.54,7 |
| 2      | Chris Jespersen     | NOR    | + 4,1   |
| 3      | Sjur Røthe          | NOR    | + 10,5  |
| 4      | Ivan Babikov        | CAN    | + 19,4  |
| 5      | Robin Duvillard     | FRA    | + 20,0  |
| 6      | Niklas Dyrhaug      | NOR    | + 23,8  |
| 7      | Giorgio Di Centa    | ITA    | + 27,0  |
| 8      | Tord Asle Gjerdalen | NOR    | + 31,7  |
| 9      | Andrew Musgrave     | GBR    | + 32,2  |
| 10     | Sami Jauhojärvi     | FIN    | + 37,8  |

| Vrouwen | Vrouwen             | Vrouwen | Vrouwen  |
| #       | Naam                | Land    | Tijd     |
| ------- | ------------------- | ------- | -------- |
| 1       | Therese Johaug      | NOR     | 34.19,8  |
| 2       | Astrid Jacobsen     | NOR     | + 44,2   |
| 3       | Elizabeth Stephen   | USA     | + 58,7   |
| 4       | Heidi Weng          | NOR     | + 1.08,9 |
| 5       | Masako Ishida       | JPN     | + 1.14,9 |
| 6       | Krista Lähteenmäki  | FIN     | + 1.16,7 |
| 7       | Katrin Zeller       | GER     | + 1.45,8 |
| 8       | Kerttu Niskanen     | FIN     | + 1.49,6 |
| 9       | Aino-Kaisa Saarinen | FIN     | + 1.49,7 |
| 10      | Maria Rydqvist      | SWE     | + 1.50,4 |

## Klassementsleiders na elke etappe
| Etappe  | Mannen                 | Mannen                 | Vrouwen                  | Vrouwen                  |
| Etappe  | Algemeen klassement    | Puntenklassement       | Algemeen klassement      | Puntenklassement         |
| ------- | ---------------------- | ---------------------- | ------------------------ | ------------------------ |
| Proloog | Alex Harvey            | Alex Harvey            | Marit Bjørgen            | Marit Bjørgen            |
| 1       | Alex Harvey            | Calle Halfvarsson      | Marit Bjørgen            | Marit Bjørgen            |
| 2       | Alex Harvey            | Calle Halfvarsson      | Ingvild Flugstad Østberg | Ingvild Flugstad Østberg |
| 3       | Martin Johnsrud Sundby | Martin Johnsrud Sundby | Astrid Jacobsen          | Ingvild Flugstad Østberg |
| 4       | Martin Johnsrud Sundby | Martin Johnsrud Sundby | Astrid Jacobsen          | Astrid Jacobsen          |
| 5       | Martin Johnsrud Sundby | Martin Johnsrud Sundby | Astrid Jacobsen          | Astrid Jacobsen          |
| 6       | Martin Johnsrud Sundby | Martin Johnsrud Sundby | Therese Johaug           | Astrid Jacobsen          |